# Geissospermum
Geissospermum là chi thực vật có hoa trong họ Apocynaceae.